# Ephemera simulans
Ephemera simulans är en dagsländeart som beskrevs av Walker 1853. Ephemera simulans ingår i släktet Ephemera och familjen sanddagsländor. Inga underarter finns listade i Catalogue of Life.